# حقيقة الأخبار (جريدة)
حقيقة الأخبار هي دورية مصرية تصدر باللغة العربية أسسها أنيس خلاط في القاهرة عام 1877م.